# 祐綏神社
祐綏神社（ゆうすいじんじゃ）は、山口県周南市にある神社。祭神は徳山藩初代藩主･毛利就隆と9代藩主･毛利元蕃。社格は県社。江戸時代後期から明治時代初期に流行した、藩祖を祀った神社のひとつ。

## 概要
元来は、現在の周南市徳山動物園の中央部に位置しており、社号の由来は「神道明辨」の中にある「護神祐以綏萬民」という文から出されたものである。
徳山藩家中一同の要望により、徳山藩主毛利家の霊社として文化8年閏2月15日（1811年4月7日）、徳山藩初代藩主･毛利就隆を祭神に創建された。しかし明治になり、当主･毛利元功の東京移住に伴い神霊も東京に移った。
明治7年（1874年）、神霊の東京移転に伴って、旧藩士たちは神社建立の認可を得て再建し、「祐綏神社」とした。明治31年（1898年）10月、郷社に封ぜられる。大正4年（1915年）、県社に昇格し、9代藩主･毛利元蕃も祭神に加えられた。昭和20年（1945年）7月26日、徳山大空襲によって消失。昭和35年（1960年）11月、毛利家の寄付を受けて旧毛利邸内御霊社に再建された。
主要祭典として4月3日に例祭が行われる。

## 周辺
- 周南市徳山動物園
- 周南市文化会館

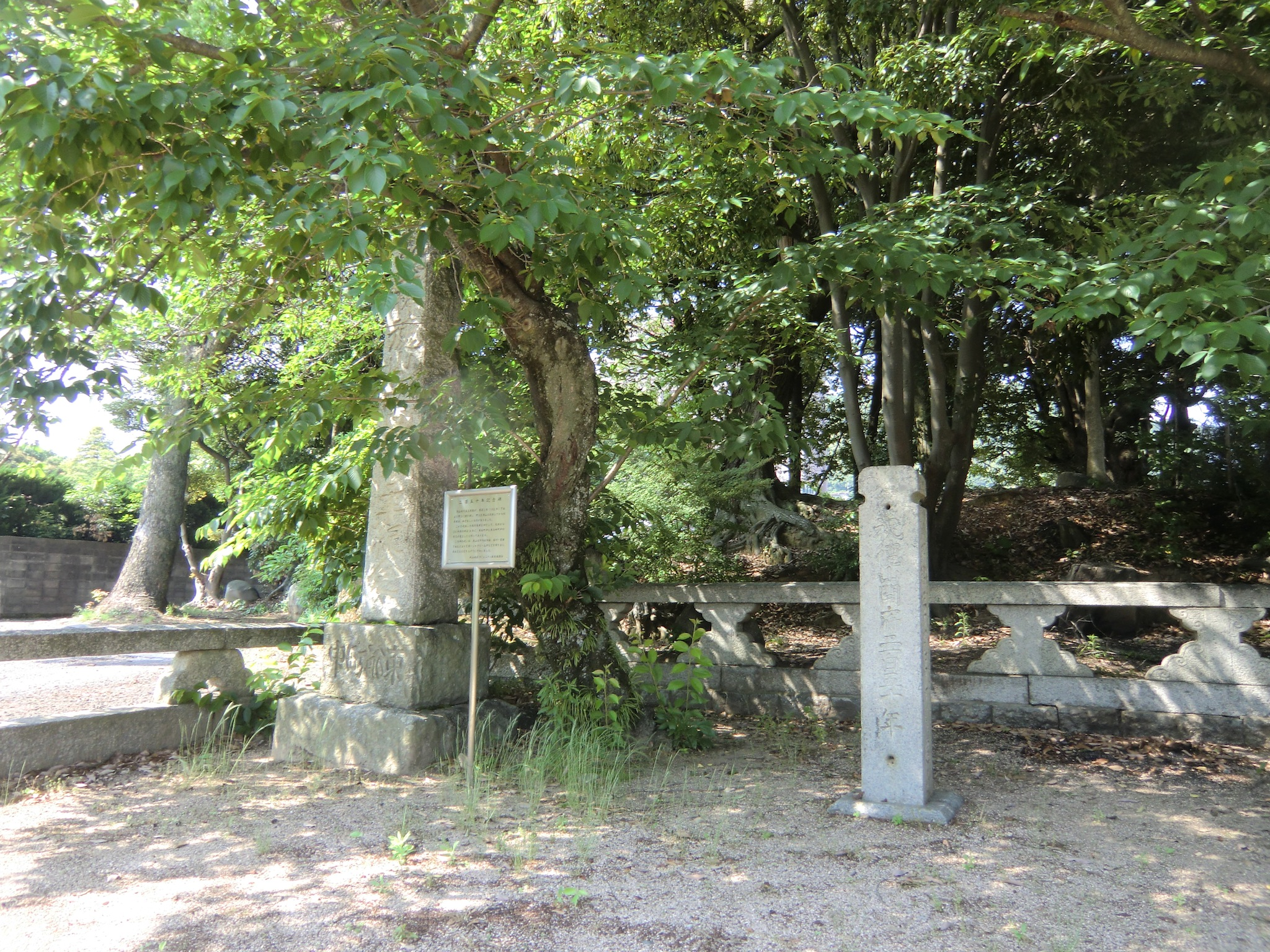
徳山藩開府（右）及び徳山改称（左）の250年を記念する碑

  - 上記の周辺施設と祐綏神社は、ともに徳山藩の旧徳山城の城域跡に存在する。また、境内には「徳山藩開府250年」と「徳山改称250年」の記念碑が建てられている。